# Salam Ranjan Singh
Salam Ranjan Singh (Manipur, 4 dicembre 1995) è un calciatore indiano, difensore del Real Kashmir.

## Caratteristiche tecniche
È un difensore centrale.

## Carriera

### Club
Ha giocato nella prima divisione indiana.

### Nazionale
Ha giocato nella nazionale indiana Under-23.
Con la nazionale maggiore indiana ha preso parte alla Coppa d'Asia 2019.

## Statistiche

### Presenze e reti nei club
| Stagione          | Squadra           | Campionato        | Campionato | Campionato | Coppe nazionali | Coppe nazionali | Coppe nazionali | Coppe continentali | Coppe continentali | Coppe continentali | Altre coppe | Altre coppe | Altre coppe | Totale | Totale |
| Stagione          | Squadra           | Comp              | Pres       | Reti       | Comp            | Pres            | Reti            | Comp               | Pres               | Reti               | Comp        | Pres        | Reti        | Pres   | Reti   |
| ----------------- | ----------------- | ----------------- | ---------- | ---------- | --------------- | --------------- | --------------- | ------------------ | ------------------ | ------------------ | ----------- | ----------- | ----------- | ------ | ------ |
| 2019-2020         | ATK               | ISL               | 4          | 0          | SC              | -               | -               | -                  | -                  | -                  | -           | -           | -           | 4      | 0      |
| 2020-2021         | ATK Mohun Bagan   | ISL               | 1          | 0          | -               | -               | -               | AFC Cup            | 0                  | 0                  | -           | -           | -           | 1      | 0      |
| 2021-2022         | Chennaiyin        | ISL               | 3          | 0          | -               | -               | -               | -                  | -                  | -                  | -           | -           | -           | 3      | 0      |
| 2022-gen.2023     | Chennaiyin        | ISL               | -          | -          | SC              | -               | -               | -                  | -                  | -                  | DC          | 1           | 0           | 1      | 0      |
| Totale Chennaiyin | Totale Chennaiyin | Totale Chennaiyin | 3          | 0          |                 | 0               | 0               |                    | -                  | -                  |             | 1           | 0           | 4      | 0      |
| gen.-giu. 2023    | TRAU              | IL                | 7          | 0          | SC              | 1               | 0               | -                  | -                  | -                  | DC          | -           | -           | 8      | 0      |
| 2023-2024         | Gokulam Kerala    | IL                | 17         | 0          | SC              | 0               | 0               | -                  | -                  | -                  | DC          | 2           | 0           | 19     | 0      |
| Totale carriera   | Totale carriera   | Totale carriera   | 32         | 0          |                 | 1               | 0               |                    | -                  | -                  |             | 3           | 0           | 36     | 0      |

### Cronologia presenze e reti in nazionale
| Cronologia completa delle presenze e delle reti in nazionale ― India | Cronologia completa delle presenze e delle reti in nazionale ― India | Cronologia completa delle presenze e delle reti in nazionale ― India | Cronologia completa delle presenze e delle reti in nazionale ― India | Cronologia completa delle presenze e delle reti in nazionale ― India | Cronologia completa delle presenze e delle reti in nazionale ― India | Cronologia completa delle presenze e delle reti in nazionale ― India | Cronologia completa delle presenze e delle reti in nazionale ― India |
| Data                                                                 | Città                                                                | In casa                                                              | Risultato                                                            | Ospiti                                                               | Competizione                                                         | Reti                                                                 | Note                                                                 |
| -------------------------------------------------------------------- | -------------------------------------------------------------------- | -------------------------------------------------------------------- | -------------------------------------------------------------------- | -------------------------------------------------------------------- | -------------------------------------------------------------------- | -------------------------------------------------------------------- | -------------------------------------------------------------------- |
| 11-10-2017                                                           | Bangalore                                                            | India                                                                | 4 – 1                                                                | Macao                                                                | Qual. Coppa d'Asia 2019                                              | -                                                                    | 77’                                                                  |
| 1-6-2018                                                             | Mumbai                                                               | India                                                                | 5 – 0                                                                | Taipei cinese                                                        | Coppa Intercontinentale 2018 - 1º turno                              | -                                                                    | 69’                                                                  |
| 4-6-2018                                                             | Mumbai                                                               | India                                                                | 3 – 0                                                                | Kenya                                                                | Coppa Intercontinentale 2018 - 1º turno                              | -                                                                    | 89’                                                                  |
| 7-6-2018                                                             | Mumbai                                                               | India                                                                | 1 – 2                                                                | Nuova Zelanda                                                        | Coppa Intercontinentale 2018 - 1º turno                              | -                                                                    |                                                                      |
| 5-9-2018                                                             | Dacca                                                                | India                                                                | 2 – 0                                                                | Sri Lanka                                                            | SAFF Championship 2018 - 1º turno                                    | -                                                                    |                                                                      |
| 9-9-2018                                                             | Dacca                                                                | India                                                                | 2 – 0                                                                | Maldive                                                              | SAFF Championship 2018 - 1º turno                                    | -                                                                    |                                                                      |
| 12-9-2018                                                            | Dacca                                                                | India                                                                | 3 – 1                                                                | Pakistan                                                             | SAFF Championship 2018 - Semifinale                                  | -                                                                    |                                                                      |
| 15-9-2018                                                            | Dacca                                                                | Maldive                                                              | 2 – 1                                                                | India                                                                | SAFF Championship 2018 - Finale                                      | -                                                                    |                                                                      |
| 17-11-2018                                                           | Amman                                                                | Giordania                                                            | 2 – 1                                                                | India                                                                | Amichevole                                                           | -                                                                    |                                                                      |
| 27-12-2018                                                           | Abu Dhabi                                                            | Oman                                                                 | 0 – 0                                                                | India                                                                | Amichevole                                                           | -                                                                    | 68’                                                                  |
| 14-01-2019                                                           | Sharjah                                                              | India                                                                | 0 – 1                                                                | Bahrein                                                              | Coppa d'Asia 2019 - 1º turno                                         | -                                                                    | 5’                                                                   |
| Totale                                                               |                                                                      | Presenze                                                             | 11                                                                   |                                                                      | Reti                                                                 | 0                                                                    |                                                                      |

## Palmarès

### Club

#### Competizioni nazionali
- Indian Super League: 1

ATK: 2019-2020

### Nazionale
- Coppa Intercontinentale (India): 1

2018